# Тосіо Мурасіге
Тосіо Мурасіге — почесний  професор біології рослин Каліфорнійського університету Ріверсайд. Найбільш відомий своїми зусиллями у створенні середовища для культури рослинної тканини, відомого як середовище Мурасіге та Скуга.

## Дослідження
Будучи студентом в Університеті штату Вісконсін , в лабораторії Фольке Скуга,  Мурасіге намагався  домогтися оптимального та передбачуваного зростання культури тканини тютюну для вивчення активності цитокінінів. Також було проведено ряд досліджень, щодо старіння тканин тютюна. І було припущено, що в основі старіння лежить накопичення соматичних мутацій, тобто генетичних змін, що призводять до зниження морфогенетичного потенціалу клітин тканини тютюну.
Він виявив, що додавання водного екстракту листя тютюну в середовища  Уайта призвело до більш ніж чотириразового збільшення швидкості росту. Це було викликано переважно неорганічними складовими екстракту листя. Аналогічні результати були отримані при додаванні попелу листя тютюну або великих кількостей солей амонію, нітрату, фосфату та калію в середовище  Уайта. Опис цього середовища був зроблений в 1962, а до 2015 ця публікація була процитована близько 55660 разів. В 1974, працюючи професором в Каліфорнійському університеті, розробив концепцію стадій розвитку культур рослин in vitro. Він розробив методи культивування рослинних тканин для клонального розмноження рослин, які не містять патогенних організмів. Розвиток калюсу та безстатевий ембріогенез  в експлантах ембріонів Howeia forsteriana та Chamaedorea costaricana. Для регенерації соматичних ембріонів була розроблена процедура культури тканин з калюсних культур авокадо, Persea americana.

### Культура рослинних тканин
Розробка методів культури рослинних тканин для клонального розмноження та відновлення вільних від патогенів рослин була вперше досліджена професором Тосіо Мурасіге. Цей метод залишається важливим компонентом більшості рослинних біотехнологій і широко використовується для розмноження декоративних і садових культур. Розроблена ним техніка мікроприщеплення пагонів є одним із найважливіших підходів, які використовуються для отримання безвірусних рослин із різноманітних плодових культур. Зараз ці методи є  важливими для розмноження рослин.

### Розмноження рослини через культуру тканин

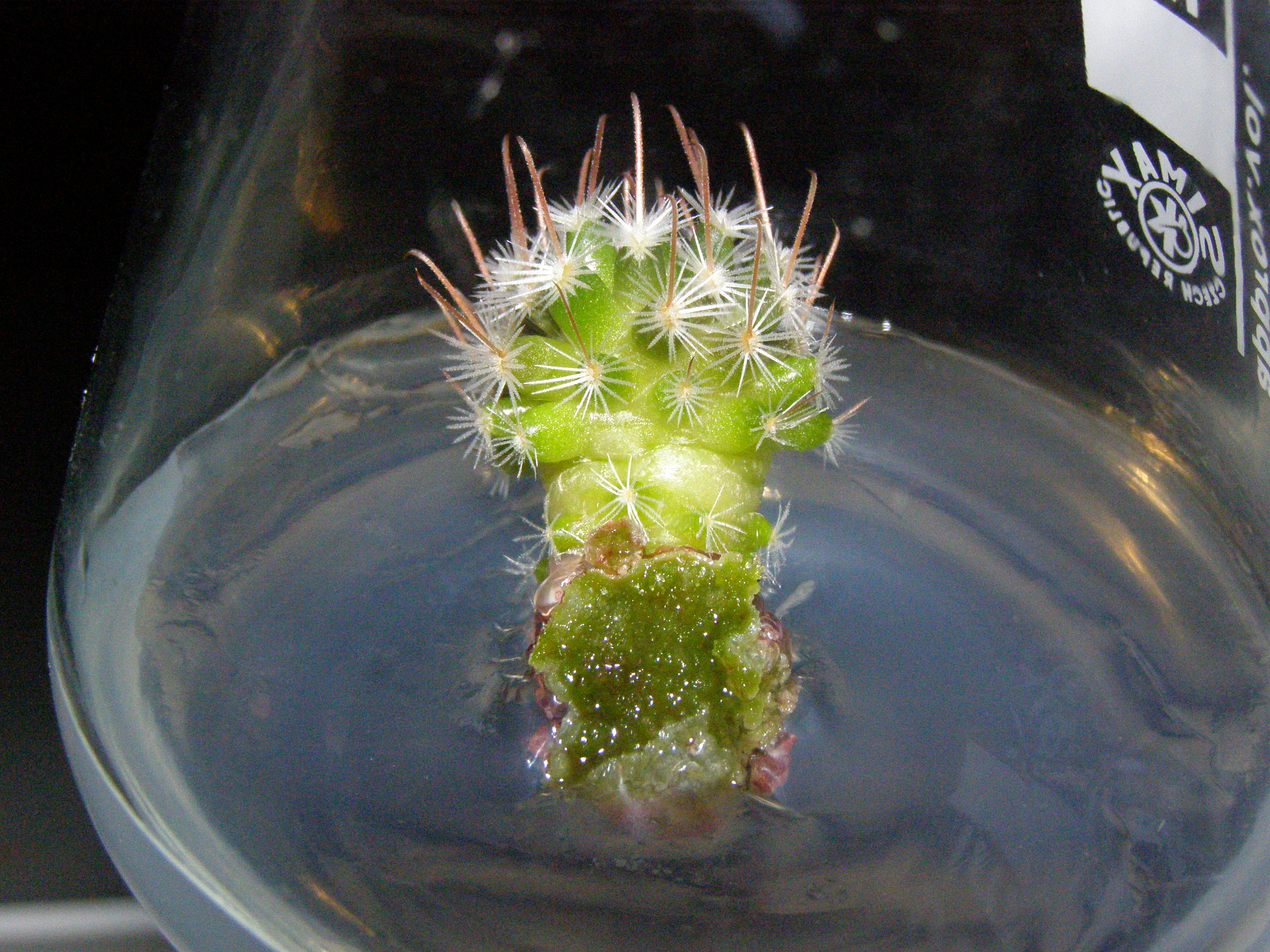
Середовище МС

Метод розмноження рослин з використанням асептичної культури тканин та органів завдячує своїм успіхом дослідженням, спрямованим на з'ясування фізіологічних явищ, що лежать в основі організованого розвитку. Відкриття Скугом, Міллером та Мурасіге фундаментальної ролі ауксину-цитокінінової взаємодії  у формуванні коренів і пагонів внесла найбільший внесок. Інший дослідники розкрили участь ще інших речовин і світла, температури та інших факторів. Інші дослідницькі підходи були використані, щоб додати до розуміння фізіології органоутворення рослин. Торп і Мурасіге  помітили, що  значне накопичення крохмалю передувало появі паростків у калюсі тютюну культури. Це спостереження було підтверджено Brossard. Подальше вивчення за Торпом та Міллером  виявили, що кілька цукрів викликали значне накопичення крохмалю в критичний період розвитку калусу в культурі і тим самим посилюється утворення пагонів, а гіберелін, навпаки,  запобігав накопиченню крохмалю і одночасно пригнічував утворення пагонів. Накопичення крохмалю у тютюновому калюсі був локалізований і досить впорядкований, і клітини, які накопичували високі концентрації крохмалю, зрештою диференціювалися в меристему. Під час розростання зачатків концентрація крохмалю знизилася, що свідчить про те, що речовина використовується для формування пагонів.

### Щеплення
Прищеплення in Vitro  Одна з найгеніальніших інновацій щеплення 20 століття ,яка включає щеплення  верхівки пагона висотою близько 1,5 мм від дорослої рослини на розсаду підщепа. Ця техніка була розроблена Тосіо Мурасіге та ін. (1972) з цитрусовими і зараз використовується в багатьох видах. Техніка використовується в цитрусових для позбавлення рослин від вірусів та інших системних патогенів. Техніка використовує дві концепції:
(1) меристеми є відносно вірусними і вільними від патогенів;
(2) меристеми зрілих рослин зберігають зрілі фази.
Таким чином, використання щеплення кінчиків пагонів in vitro позбавляє рослин вірусів і дає репродуктивну зрілість. Ця техніка долає проблеми отримання безвірусних рослин із нуклеарних сіянців або шляхом термотерапії. Хоча ядерні сіянці цитрусових обидва клонові і не містять вірусів, розсада молода і цвіте багато років.

## Середовище Мурасіге-Скуга
1930-х і 1940-х роках садівник Тосіо Мурасіге та Фолке Скуг  успішно створили поживне середовище для культури рослинної тканини, відоме як середовище Мурасіге та Скуга.
Тосіо Мурасіге, студент лабораторії Фолке Скуга, випускник Університета Вісконсіна, намагався отримати оптимальні умови та передбачуваний ріст культивованих тканин тютюну.  Він виявив, що додавання екстракту листя тютюну до середовища Уайта призводить до зростання більш ніж у чотири рази. Було визначено, що це викликано в основному неорганічними складовими екстрактами листя. Подібні результати були отримані при додавані  золі екстракти листя тютюну або великої кількості амонію, додавали нітратні, фосфатні та калієві солі. Ці результати привели до формулювання нового і повністю визначеного живильного розчину, Мурасіге-Скуга (1962) або середовище MS, в яке також включено хелатне залізо, щоб зробити його більш стабільним і
доступний протягом життя культур, також додавали  міоінозитол та суміш чотирьох вітамінів. Отже, у певному сенсі середовище MS це відновлений екстракт листя тютюну. Він є найбільш поширеним икористовували рецептуру для культури рослинних тканин.
1. ↑  http://essm.tamu.edu/media/46257/murashigeandskoogintropapersjanick.pdf
2. 1 2  History. Department of Botany & Plant Sciences (англ.). Процитовано 5 грудня 2021.
3. ↑  Vasil, Indra K. (9 липня 2008). A history of plant biotechnology: from the Cell Theory of Schleiden and Schwann to biotech crops. Plant Cell Reports (англ.). Т. 27, № 9. с. 1423. doi:10.1007/s00299-008-0571-4. ISSN 1432-203X. Процитовано 5 грудня 2021.
4. 1 2  Murashige, T (1 червня 1974). Plant Propagation Through Tissue Cultures. Annual Review of Plant Physiology. Т. 25, № 1. с. 135—166. doi:10.1146/annurev.pp.25.060174.001031. ISSN 0066-4294. Процитовано 5 грудня 2021.
5. ↑  Mudge, Ken; Janick, Jules; Scofield, Steven; Goldschmidt, Eliezer E. (2009). A History of Grafting. Horticultural Reviews  (англ.). John Wiley & Sons, Ltd. с. 437—493. doi:10.1002/9780470593776.ch9. ISBN 978-0-470-59377-6.